# Thập niên 610
Thập niên 610 hay thập kỷ 610 chỉ đến những năm từ 610 đến 619.